# تشونغ جونغ سون
تشونغ جونغ سون مواليد 20 مارس 1966 في كوريا الجنوبية، هو لاعب كرة قدم كوري جنوبي دولي سابق كان يلعب كلاعب وسط. سبق له أن لعب في كأس العالم لكرة القدم مع منتخب بلاده.

## المسيرة الاحترافية

### أندية لعب لها
- بوهانغ ستيلرز
- نادي أولسان هيونداي
- جونبك هيونداي موتورز
- نادي سول

## روابط خارجية
- تشونغ جونغ سون على موقع الاتحاد الدولي (مؤرشف)  (الإنجليزية)
- تشونغ جونغ سون على موقع دوري كوريا الجنوبية (الإنجليزية)
- تشونغ جونغ سون على موقع ناشيونال فوتبول تيمز (الإنجليزية)